# Dicranota persimilis
Dicranota persimilis är en tvåvingeart som först beskrevs av Alexander 1920.  Dicranota persimilis ingår i släktet Dicranota och familjen hårögonharkrankar. Inga underarter finns listade i Catalogue of Life.